# Polycentropus interruptus
Polycentropus interruptus är en nattsländeart som först beskrevs av Banks 1914.  Polycentropus interruptus ingår i släktet Polycentropus och familjen fångstnätnattsländor. Inga underarter finns listade i Catalogue of Life.